# Dioda tunelowa

Symbol diody tunelowej (A - anoda, K - katoda)

Dioda tunelowa – dioda półprzewodnikowa charakteryzująca się niewielką grubością złącza "p-n", bardzo wysokim stężeniem domieszek w obu złączach (półprzewodniki domieszkowane "p" i "n") oraz ujemną wartością rezystancji dynamicznej dla pewnego zakresu napięcia dodatnio polaryzującego. Została ona wynaleziona w 1957 roku przez japońskiego fizyka Leo Esaki (stąd też alternatywną nazwą diody tunelowej jest określenie "dioda Esakiego"). W trakcie przeprowadzania badań nad złączami półprzewodnikowymi p-n zauważył, że gdy dioda jest silnie domieszkowana, to po przekroczeniu pewnej wartości napięcia przewodzenia, w pewnym przedziale napięć wykazuje ujemną wartość rezystancji dynamicznej. W 1973 roku Leo Esaki został laureatem Nagrody Nobla z fizyki za odkrycie zjawiska tunelowania elektronów w diodzie tunelowej. Zjawisko to polega na przenikaniu nośników prądu przez wąską warstwę przy bardzo małym napięciu.
Typowa dioda tunelowa jest wykonana z krzemu (Si), antymonku galu (GaSb) czy arsenku galu (GaAs). Można, chociaż coraz rzadziej, spotkać jeszcze diody germanowe (Ge).

Charakterystyka prądowo-napięciowa diody tunelowej

## Zasada działania diody tunelowej
Przy wzroście napięcia przewodzenia (złącze p-n spolaryzowane w kierunku przewodzenia), natężenie prądu diody wzrasta dużo szybciej niż w przypadku typowej diody półprzewodnikowej (tutaj zjawisko tunelowania odgrywa istotną rolę). Dalszy wzrost napięcia (od ok. 50 mV do ok. 350 mV) będzie powodować pogorszenie warunków pracy elementu i po przekroczeniu napięcia szczytowego UP natężenie prądu diody będzie malało, zaś po przekroczeniu „punktu doliny” UV prąd diody z powrotem zacznie wzrastać. W związku z tym w zakresie UP ÷ UV dioda tunelowa ma ujemną wartość rezystancji dynamicznej. W diodzie tunelowej przy polaryzacji zaporowej płynie prąd (wartość napięcia przebicia wynosi 0).

## Istotne parametry diody tunelowej
- punkt szczytowy określany przez napięcie UP i prąd IP,
- punkt doliny określany przez napięcie UV i prąd IV,
- rezystancja dynamiczna w zakresie napięcia UP ÷ UV, które w dużym stopniu zależą od materiału, który został użyty do produkcji diody tunelowej.

## Zalety i wady diod tunelowych
Zalety:
- wysoka odporność na czynniki środowiskowe,
- duża szybkość działania elementu,
- przystosowana do pracy w układach wysokich częstotliwości,
- niski współczynnik szumów,
- niski pobór prądu,
- długość życia.

Wady:
- niewielki prąd tunelowania, dlatego dioda ta jest klasyfikowana jako komponent niskiej mocy (parametr niekorzystny w przypadku oscylatorów),
- nie posiada izolacji między wejściem a wyjściem.

## Zastosowanie diod tunelowych
Diody tunelowe znajdują zastosowanie w układach impulsowych o dużych szybkościach działania (np. w elektronicznych układach logicznych maszyn liczących), mikrofalowych urządzeniach przenośnych, szerokopasmowych wzmacniaczach sygnałów i w układach generatorów o częstotliwości powyżej 300 MHz. Używane są również w sprzęcie lotniczym, kosmicznym oraz w urządzeniach radiolokacyjnych. 